# Carphedon
Carphedon, auch Phenylpiracetam, ist ein Phenyl-Derivat des Nootropikums Piracetam. Es steigert die physische Leistungsfähigkeit und hebt die Toleranzschwelle gegen Kälte und Stress. Forschung an Tieren gab Hinweise auf antiamnesische, antidepressive, antikonvulsive, antipsychotische, anxiolytische und gedächtnisbessernde Wirkungen. Carphedon gilt als Designerstimulans und steht auf der Dopingliste. Carphedon wurde, wie auch Bromantan, in den 1980er Jahren in Russland wahrscheinlich für den militärischen Einsatz und für den Sport entwickelt.

## Pharmakologie
Wenige kleine klinische Studien haben mögliche Verbindungen zwischen Verschreibung von Carphedon und Besserung einiger encephalopathischer Zustände gezeigt, wie Läsionen cerebraler Blutgefäße, Schädel-Hirn-Trauma und bestimmte Arten von Glioma.
Carphedon kehrt die zentral dämpfende Wirkung des Benzodiazepins Diazepam um, bessert operatives Verhalten, mindert post-rotationalen Nystagmus, schützt vor retrograder Amnesie und hat antikonvulsive Eigenschaften.
Bei Wistar-Ratten mit gravitationsabhängiger cerebraler Ischämie reduzierte es das Ausmaß von Manifestationen neuralgischer Defizite, stabilisierte Lokomotorik-, Erforschungs- und Gedächtnisfunktionen, erhöhte die Überlebensrate und förderte die Wiederherstellung des lokalen cerebralen Blutflusses bei Okklusion von Karotisarterien stärker, als es Piracetam tat.
Bei Ratten führte es zu Verminderung der Anzahl von nACh- und NMDA-Rezeptoren und Erhöhung der Dichte von D1-, D2- und D3-Rezeptoren.

## Doping
Bis Februar 2006 wurden sechzehn Sportler des Dopings mit Carphedon überführt, darunter auch im März 2005 der Radprofi Danilo Hondo vom Team Gerolsteiner. Der letzte bekannte Fall war die russische Biathletin Olga Pyljowa bei den Olympischen Winterspielen 2006 in Turin am 16. Februar 2006.
Am 8. August 2008 wurde der Russische Leichtathlet Wiktor Burajew mit einer positiven A-Probe auf Carphedon getestet. Die B-Probe steht noch aus.

## Arzneimittel
In Deutschland und Österreich stehen zurzeit keine Fertigarzneimittel mit diesem Wirkstoff zur Verfügung.
In Russland wird das Präparat unter dem Namen Phenotropil vermarktet.

## Stereochemie
Carphedon enthält ein Stereozentrum und besteht aus zwei Enantiomeren. Hierbei handelt es sich um ein Racemat, ein 1:1-Stoffgemisch von (R)- und der (S)-Form:
| Enantiomere von Carphedon | Enantiomere von Carphedon |
| ------------------------- | ------------------------- |
| CAS-Nr.: 949925-07-9      | CAS-Nr.: 949925-08-0      |

## Derivate
- E1R, (4R,5S)-5-Methyl-4-phenylpiracetam, ist ein positiver allosterischer Modulator des Sigma-1-Rezeptors,[12][13][14] bessert Kognition und ist gegen cholinergische Dysfunktion bei Mäusen wirksam ohne Lokomotoraktivität zu beeinflussen.[13] Vorbehandlung mit E1R besserte den stimulierenden Effekt des σ1R-Agonisten PRE-084 und förderte Beibehaltung passiver Vermeidung.[13] Es minderte durch Scopolamin induzierte kognitive Beeinträchtigung.[13] Der kognitive Fähigkeiten verbessernde Effekt von E1R ist stärker als der von (R)-Phenylpiracetam.[15] Weil E1R keinen Effekt auf Lokomotorik hatte, wurde es für frei von potentiellen motorischen Nebenwirkungen befunden.[13]

- Bei Phenylpiracetamhydrazid, auch bekannt als Fonturacetamhydrazid,[16] ist die Amid-Gruppe durch eine Hydrazid-Gruppe ersetzt. Es wurde erstmals von russischen Forschern 1980 als Teil einer Serie chemischer Substanzen, die als Antikonvulsiva untersucht wurden, vorgestellt.[17] In einem Elektroschocktest wurde ein ED50 von 310 mg/kg ermittelt.[17]